# Bitka pri Sirmiju
Bitka pri Sirmiju (madžarsko zimonyi csata) je potekala 8. julija 1167 med Bizantinskim cesarstvom in Kraljevino Ogrsko. Bizantinci so dosegli odločilno zmago, zaradi česar so morali Madžari zaprositi za mir pod bizantinskimi pogoji. Bitka je utrdila bizantinski nadzor nad zahodnim Balkanom. 

## Ozadje
Od sredine 11. stoletja je Ogrsko kraljestvo širilo svoje ozemlje in vpliv proti jugu, da bi priključilo Dalmacijo in Hrvaško. Širitev in ogrsko zavezništvo s srbskimi kneževinami je bilo vzrok za napetosti med obema državama. Bizantinsko cesarstvo je na ogrsko širitev gledalo kot na potencialno grožnjo bizantinski prevladi na Balkanu. Bizantinci in Madžari so izvedli številne vpade na ozemlja drug drugega, Bizantinci pa so redno podpirali pretendente na ogrski prestol. Trenja in izbruhi odprtih vojn so dosegli vrhunec v 1150. in 1160. Letih. 
Bizantinski cesar Manuel I. Komnen je poskušal doseči diplomatsko in dinastično poravnavo z Ogrsko. Leta 1163 je bil v skladu z obstoječim  mirovnim sporazumom v Konstantinopel poslan Béla, mlajši brat kralja Štefana III., da bi ga vzgajali pod osebnim skrbništvom samega cesarja. Kot Manuelov sorodnik, Manuelova mati je bila ogrska princesa, in zaročenec njegove hčerke je Béla postal despot. Naslov je bil na novo ustvarjen prav zanj. Leta 1165 je bil imenovan za bizantinskega  prestolonaslednika in preimenovan v Alekseja. Ker je bil hkrati tudi ogrski prestolonaslednik, je bila zelo mogoča unija med državama. Ko je kralj Štefan III. leta 1167 zavrnil prepustitev oblasti nad nekdanjimi bizantinskimi ozemlji, ki so bila dodeljena Béli/Alekseju kot njegova apanaža, je njegova odločitev privedla v vojno, ki se je končala z bitko pri Sirmiju.
Manuel se zaradi slabega zdravja bitke ni mogel osebno udeležiti, zato je za poveljnika svoje vojske imenoval svojega nečaka Andronika Kontostefana. Andronik je imel ukaz, da zaplete ogrsko vojsko v neposreden spopad.

## Bitka
V zgodnjem poletju 1167 je bizantinski vojski pod vodstvom Andronika Kontostefana uspelo zaplesti veliko ogrsko vojsko v bitko blizu Sirmija. Najpodrobnejši ohranjeni opis bitke je naredil bizantinski zgodovinar Ivan Kinam. 
Bizantinska vojska je bila sestavljena iz ene tretjine tujih in dveh tretjin domačih enot. Po besedah Ivana Kinama so bili v njej Turki, Kumani, varjaška garda, italijanski najemniki iz Lombardije, srbska pehota in konjenica, nemški najemniki in celo nekaj najemniških vitezov iz zahodne Evrope. Vojaki so bili razdeljeni v tri oddelke, kot je bilo takrat običajno. Glavno bojno linijo so tvorili konjeniki lokostrelci – Turki  in Kumani  – ter nekaj zahodnih najemniških vitezov. Centru je poveljeval sam Kontostefan. Sestavljale so ga  cesarske gardne enote, vključno z Varjagi in Hetaireji, enote italijanskih plačancev iz Lombardije, verjetno suličarji, in 500 oklepljenih srbskih pešakov. Nenavadno je, da je imel Kontostefan pod svojim poveljstvom tudi cesarjeve spremljevalce (oikeoi).
Levo krilo je bilo sestavljeno iz rednih bizantinskih in zavezniških enot, razvrščenih v štiri taksiarhije ali 'brigade' pod vodstvom Dimitrija in Jurija Branasa, turškega generala  Tatikija Aspieta in Kogha Vasila.  
Na desnem krilu so bile elitne bizantinske enote, nemški plačanci in nekaj turških enot. Poveljevala sta jima kartularij Andronik Lampard in verjetno Ivan Kontostefan, brat poveljujočega generala. 
Za centrom so bile razporejene rezervne enote, sestavljene iz treh taksiarhije pehote in lokostrelcev in težko oklepljene turške pehote.refKinnamos & Brand 1976, str. 203; Birkenmeier 2002, str. 119.</ref>
Ogrski poveljnik Dénes, grof Bačke, v bizantinskih virih imenovan Dionizij, je svojo vojsko, ki je vključevala nemške zaveznike, združil v tri divizije v eni sami široki bojni vrsti. Honiat opisuje ogrsko vojsko kot sestavljeno iz vitezov, lokostrelcev in lahke pehote. Tedanji ogrski vojski je pogosto primanjkovalo pešakov, medtem ko so bizantinski viri kot svojo pehoto morda omenjali tudi služabnike in druge prisotne v taboru. Vojaki v prvi vrsti ogrske konjenice so opisani kot močno oklepljeni jezdeci na oklepljenih konjih.
Bitko so začeli bizantinski konjeniki lokostrelci. Odločilno točko je dosegla, ko je Kontostefan, ki je spoznal krizo, v bitko poslal svoje preostale rezerve in izvedel protinapad. Ogrska vojska je začela razpadati in se razbežala.
Bizantinci so zajeli glavni ogrski prapor, nameščen na vozu z volovsko vprego, in bojnega konja grofa Dénesa, on sam pa je uspel pobegniti. Številne bežeče Madžare je ujela ali ubila bizantinska rečna flota med njihovim prečkanjem reke. Ujetih je bilo pet visokih ogrskih poveljnikov (županov) in 800 vojakov. Mrtvim je bilo odvzetih več kot dva tisoč oklepov in nešteto čelad, ščitov in mečev. Bizantinska vojska je naslednji dan izropala  zapuščen sovražnikov tabor.

## Posledice
Ogrska je zaprosila za mir pod bizantinskimi pogoji in priznala oblast cesarstva nad Bosno, Dalmacijo, Hrvaško južno od reke Krke ter Fruško Goro. Strinjali so se tudi s tem, da bodo kot garante miru v Konstantinopel poslali svoje talce, plačali davek in na bizantinsko zahtevo poslali svoje vojake. Bitka pri Sirmiju je končala Manuelova prizadevanja za zavarovanje severne meje Bizantinskega cesarstva. 
Ko se je Manuelu rodil sin, je Béli odvzeli naziv despota  in položaj cesarskega prestolonaslednika. Ko je leta 1172 je umrl Štefan III., je na ogrski prestol s pomočjo cesarja Manuela prišel Béla kot Béla III. Ob prevzemu prestola je moral priseči, da bo ostal zvest Bizantinskemu cesarstvu do Manuelove smrti, in ne bo poskušal osvojiti ali priključiti dežel, ki so bile prej v posesti Bizantincev.

### Primarni vir
- Choniates, Niketas; Magoulias, Harry J. (trans.) (1984). O City of Byzantium: Annals of Niketas Choniates. Detroit, Michigan: Wayne State University Press. ISBN 0-8143-1764-2.
- Kinnamos, John; Brand, Charles M. (trans.) (1976). Deeds of John and Manuel Comnenus. New York, New York: Columbia University Press. ISBN 0-231-04080-6.

### Sekundarni viri
- Birkenmeier, John W. (2002). The Development of the Komnenian Army: 1081–1180. Leiden, The Netherlands: Brill. ISBN 90-04-11710-5.
- Haldon, John (2001). The Byzantine Wars: Battles and Campaigns of the Byzantine Era. Stroud, Gloucestershire: Tempus. ISBN 0-7524-1795-9.
- Makk, Ferenc (1989). The Árpáds and the Comneni: Political Relations between Hungary and Byzantium in the 12th century (Translated by György Novák). Akadémiai Kiadó. ISBN 963-05-5268-X.
- Stephenson, Paul (2000). Byzantium's Balkan Frontier: A Political Study of the Northern Balkans, 900–1204. Cambridge University Press. ISBN 978-0-521-02756-4.
- Treadgold, Warren T. (1997). A History of the Byzantine State and Society. Stanford, California: Stanford University Press. ISBN 9780804726306.